# Катар на Светском првенству у атлетици на отвореном 2022.
Катар је учествовао на 18. Светском првенству у атлетици на отвореном 2022. одржаном у Јуџину  од 15. до 25. јула осамнаести пут, односно учествовао је на свим првенствима до данас. Репрезентацију Катара представљала су 2 такмичара  који су се такмичили у 2 дисциплине.,
На овом првенству Катар је по броју освојених медаља делио 43. место са 1 освојеном медаљом (златна).. У табели успешности према броју и пласману такмичара који су учествовали у финалним такмичењима (првих 8 такмичара) Катар је са 1 учесником у финалу делио 43. место са 8 бодова.
| Плас. | Земља | 1. место | 2. место | 3. место | 4. место | 5. место | 6. место | 7. место | 8. место | Бр. финал. | Бод. |
| ----- | ----- | -------- | -------- | -------- | -------- | -------- | -------- | -------- | -------- | ---------- | ---- |
| =43.  | Катар | 1        | 0        | 0        | 0        | 0        | 0        | 0        | 0        | 1          | 8    |

## Учесници
Мушкарци:
- Феми Огуноде — 100 м
- Мутаз Еса Баршим — Скок увис

## Освајачи медаља (1)

### Злато (1)
- Мутаз Еса Баршим — Скок увис

## Резултати

### Мушкарци
| Атлетичар        | Дисциплина | Лични рекорд | Квалификације    | Квалификације | Полуфинале           | Полуфинале           | Финале               | Финале       | Детаљи |
| Атлетичар        | Дисциплина | Лични рекорд | Резултат         | Место         | Резултат             | Место                | Резултат             | Место        | Детаљи |
| ---------------- | ---------- | ------------ | ---------------- | ------------- | -------------------- | -------------------- | -------------------- | ------------ | ------ |
| Феми Огуноде     | 100 м      | 9,91 НР      | 10,52 (.515) ЛРС | 7. у гр. 3    | Није се квалификовао | Није се квалификовао | Није се квалификовао | 48 / 67 (71) |        |
| Мутаз Еса Баршим | Скок увис  | 2,43 НР      | 2,28 кв          | 1. у гр. А    |                      |                      | 2,37 СРС             |              |        |